# Меркиш-Линден
Меркиш-Линден (нем. Märkisch Linden) — община в Германии, в земле Бранденбург.
Входит в состав района Восточный Пригниц-Руппин. Подчиняется управлению Темниц. Население составляет 1244 человека (на 31 декабря 2010 года). Занимает площадь 43,93 км².
| Год  | Население |
| ---- | --------- |
| 2005 | 1234      |
| 2010 | 1241      |